# Сроки давности в уголовном праве
Сроки давности в уголовном праве — периоды времени, по истечении которых не применяются правовые последствия совершения преступления: лицо освобождается от уголовной ответственности, либо к нему не применяется наказание. Течение срока давности начинается с момента совершения преступления либо с момента вступления приговора суда в законную силу и может приостанавливаться или прерываться ввиду наступления установленных законом обстоятельств.

## Основание установления сроков давности
Вопрос об основаниях установления сроков давности в публичном праве является спорным. Одними авторами они связываются с презумпцией утраты общественной вредности самим правонарушением по прошествии длительного времени с момента совершения правонарушения. Критики данного мнения отмечают, что общественная опасность деяния не утрачивается со временем: она фиксируется на момент совершения деяния и может изменяться лишь в связи с конкретными изменениями внешних условий. Согласно другой точке зрения, с истечением сроков давности пропадает целесообразность привлечения лица к уголовной ответственности. Третья точка зрения связана с признанием утраты лицом, совершившим преступление, общественной опасности при условии длительного правомерного поведения.
Имеются также и иные соображения, требующие отказа от применения мер уголовной репрессии к лицам, совершившим преступление достаточно давно. В большинстве случаев при этом акт преступления утрачивает социальную актуальность, в результате чего меры уголовной ответственности не будут иметь должного предупредительного эффекта, а также не будут способствовать удовлетворению потребности потерпевшего и общества в целом в восстановлении социальной справедливости. Кроме того, имеются соображения чисто процессуального свойства: по прошествии длительного времени установление истины в уголовном процессе затруднено из-за утраты доказательств, сложностей с получением достоверных свидетельских показаний и т. п.
Законодательством могут устанавливаться условия, при которых общественная опасность преступления не может быть утрачена со временем и, соответственно, не могут быть применены сроки давности. На международном уровне установлено, что сроки давности не применяются к лицам, совершившим военные преступления и преступления против человечества.

## Начало течения сроков давности
По общему правилу, сроки давности, связанные с привлечением лица к уголовной ответственности, начинают течь с момента совершения преступного деяния, а сроки давности, связанные с обращением уголовного наказания к исполнению — с момента вступления в законную силу обвинительного приговора суда.
Если преступление прервано на ранней стадии преступной деятельности (приготовление к преступлению или покушение на него), сроки давности начинают течь с момента совершения последнего из действий, создающих условия для совершения преступления или непосредственно направленных на его осуществление.
Если преступление состоит из ряда повторяющихся действий, объединённых единой целью (продолжаемое преступление), срок давности начинает течь с момента совершения преступником последнего из таких действий. Для протяжённых во времени преступных деяний (длящееся преступление) начало течения срока давности связывается с окончанием или пресечением преступного поведения лица.

## Сроки давности в уголовном праве государств мира
Институт сроков давности известен уголовному праву достаточно давно. Он применялся ещё в Древнем Риме.
Он был воспринят континентальным правом и в настоящее время присутствует в праве большинства стран романо-германской правовой семьи (в уголовном или уголовно-процессуальном законодательстве).
В странах англо-саксонской правовой семьи применение сроков давности сильно ограничено и, как правило, возможно лишь в преступлениях небольшой тяжести (мисдиминорах и суммарных преступлениях).

### Исчисление сроков давности
В уголовном законодательстве различных стран имеются особенности, связанные с прерыванием или приостановлением сроков давности. 
Так, прерывание срока давности может связываться с вынесением обвинительного приговора (УК Литвы), его вступлением в законную силу (УК стран СНГ), либо с моментом начала уголовного преследования лица (уголовное законодательство Австрии, Андорры, Болгарии, Бразилии, Вануату, Венгрии, Германии, Дании, Испании, Италии, Колумбии, Латвии, Македонии, Мексики, Нидерландов, Норвегии, Парагвая, Перу, Польши, Румынии, Турции, Швеции, Швейцарии, Эстонии). При этом под началом уголовного преследования может пониматься совершение любого процессуального действия в отношении лица (УК Германии), любые действия компетентных органов, направленные против конкретного лица (УК Болгарии), привлечение в качестве обвиняемого (УК Грузии), возбуждение уголовного дела (УК Испании), предъявление обвинения (УК Латвии), любые действия компетентных органов, о которых стало известно лицу (УК Нидерландов).
После прерывания срок давности может начинать течь заново (УК Болгарии, Бразилии, Венгрии, Германии, Нидерландов, Парагвая, Румынии, Турции, Эстонии). В некоторых странах срок давности не течёт в ходе судебного рассмотрения дела (УК Австрии) или в ходе всего предварительного следствия и судебного разбирательства (УК Грузии, Испании, Норвегии, Польши, Сан-Марино). В некоторых случаях течение срока давности начинается заново, если уголовное преследование прекращается без вынесения приговора суда (УК Испании, Норвегии).
Прерывание срока давности может связываться с совершением лицом нового преступления (УК Австрии, Армении, Беларуси, Казахстана, КНР, Лаоса, Латвии, Литвы, Македонии, Молдовы, Монголии, Перу, Таджикистана, Узбекистана, Украины, Эстонии). Прерывание может ставиться в зависимость от характера общественной опасности нового преступления (например, наличие таких же вредоносных свойств, как и у предыдущего преступления, требуется по УК Австрии) либо от степени его общественной опасности (категория, срок наказания, форма вины — УК Армении, Беларуси, Казахстана, Молдовы, Перу). В данном случае срок давности начинает течь заново. УК Азербайджана, Грузии, России, Таджикистана не содержат таких положений, в этих странах сроки давности по каждому преступлению исчисляются самостоятельно.
Приостановление течения сроков давности предусмотрено УК стран СНГ, Дании, КНР, Лаоса, Литвы, Монголии в связи с активными действиями лица, направленными на уклонение от уголовной ответственности (до момента явки с повинной или задержания лица). И в этом случае по УК некоторых стран (Армении, Беларуси, Казахстана, Литвы, Молдовы, Таджикистана, Украины, Эстонии) освобождение от ответственности возможно в случае истечения определённого периода времени. Приостановление может связываться с предоставлением лицу уголовно-правового иммунитета (УК Австрии, Германии, Грузии, Македонии, Польши, Чехии). Как правило, иммунитет должен носить формально-правовой характер (депутатская или иная неприкосновенность), однако по УК Польши течение срока давности в отношении публичных должностных лиц приостанавливают любые политические препятствия для привлечения их к уголовной ответственности.

### Продолжительность сроков давности
Продолжительность сроков давности обычно ставится в зависимость от тяжести совершённого преступления. Она может определяться верхним пределом наказания (УК Венгрии и Перу — от 3 месяцев до 20 лет), либо категорией совершённого преступления. Число категорий преступления применительно к срокам давности может составлять от 3 до 7:
- 3 категории — УК Вануату, Туркменистана, Эстонии;
- 4 категории — УК стран СНГ, Дании;
- 5 категорий — УК Австрии, Албании, Андорры, Аргентины, Болгарии, Германии, Литвы, Молдовы, Украины;
- 6 категорий — УК Боснии и Герцеговины, Бразилии, Италии;
- 7 категорий — УК Сан-Марино.

Минимальный предел сроков давности варьируется в зависимости от страны и составляет:
- 2 месяца — Филиппины;
- 6 месяцев — Андорра, Латвия, Турция;
- 1 год — Австрия, Вануату, Испания, Лаос, Монголия, Польша, Руанда, Сан-Марино;
- 2 года — Азербайджан, Албания, Аргентина, Армения, Беларусь, Болгария, Босния и Герцеговина, Грузия, Бразилия, Дания, Италия, Казахстан, Киргизия, КНР, Литва, Македония, Молдова, Нидерланды, Норвегия, Россия, Румыния, Таджикистан, Туркменистан, Украина, Финляндия, Хорватия, Швейцария, Швеция;
- 3 года — Венгрия, Германия, Камбоджа, Узбекистан, Чехия;
- 5 лет — Колумбия, Эстония.

Максимальный предел также варьируется:
- 10 лет — Камбоджа, Руанда, Эстония;
- 15 лет — Азербайджан, Андорра, Аргентина, Армения, Беларусь, Дания, Казахстан, Киргизия, Лаос, Латвия, Литва, Россия, Румыния, Таджикистан, Туркменистан, Узбекистан, Украина;
- 18 лет — Нидерланды;
- 20 лет — Австрия, Албания, Бразилия, Вануату, Венгрия, Италия, Испания, КНР, Сан-Марино, Филиппины, Финляндия, Чехия, Швейцария;
- 25 лет — Грузия, Молдова, Норвегия, Турция, Хорватия, Швеция;
- 30 лет — Германия, Колумбия, Македония, Монголия, Польша;
- 35 лет — Босния и Герцеговина, Болгария.

### Неприменение срока давности

#### По международному уголовному праву
По итогам Второй мировой войны, сопровождавшейся значительным числом преступлений, совершавшихся в ходе военных действий, в международном праве сформировался принцип неприменения сроков давности к лицам, совершившим военные преступления и преступления против человечества. Он закреплён в Конвенции ООН о неприменимости срока давности к военным преступлениям и преступлениям против человечества от 26 ноября 1968 года, Европейской конвенции о неприменимости сроков давности к преступлениям против человечества и военным преступлениям (заключена в Страсбурге 25 января 1974 года), Римском Статуте Международного уголовного суда. Соответствующие нормы включены в уголовное законодательство многих стран (государства постсоветского пространства, бывшие югославские республики, Албания, Болгария, Венгрия, Германия, Испания, Йемен, Конго, Монголия, Парагвай, Польша, Чехия). Исключением является Колумбия, где для геноцида и пыток срок давности установлен в 30 лет.

#### По национальному праву
Уголовное законодательство многих государств предусматривает возможность неприменения сроков давности к лицам, совершившим наиболее тяжкие преступления (как правило, караемые смертной казнью и пожизненным лишением свободы). Императивный характер такая норма имеет в Австрии, Бразилии, Венгрии, Германии, Польше, Турции, Финляндии. 
В других странах предусмотрен дискреционный порядок применения сроков давности: соответствующее решение принимает суд или прокуратура. Так, нормы о возможности неприменения сроков давности по усмотрению суда к преступлениям, наказываемым наиболее строгими наказаниями (смертная казнь и пожизненное лишение свободы) содержатся в законодательстве Азербайджана, Армении, Белоруссии, Грузии, Казахстана, Киргизии, Латвии, Монголии, РФ, Таджикистана, Узбекистана, Украины. По УК Молдовы и УК Туркменистана аналогичные нормы касаются всех преступлений высшей категории тяжести. УК КНР допускает уголовное преследование лица по истечении 20 лет с момента совершения преступления с санкцией Верховной народной прокуратуры.
Ко всем особо тяжким преступлениям не применяются сроки давности в Албании, Андорре, Болгарии, Федерации Боснии и Герцеговины, Дании, Испании, Камбодже, Македонии, Мексике, Нидерландах, Норвегии, Румынии, Сан-Марино, Филиппинах, Хорватии, Швеции. В других странах предусматриваются конкретные деяния, по которым не применяется срок давности: действия гражданских и военных вооружённых групп, направленных против конституционного порядка и демократии (Бразилия), убийство с отягчающими обстоятельствами (Германия, Венгрия), похищение человека (Венгрия) и др.

## Сроки давности в уголовном праве России
Российское уголовное право предусматривает два вида сроков давности: срок давности привлечения лица к уголовной ответственности и срок давности обвинительного приговора суда. Истечение первого срока является основанием для освобождения от уголовной ответственности, второго — основанием для освобождения от наказания.

### Сроки давности в истории российского права
Первым законодательным актом, установившим сроки давности уголовного преследования, был Манифест от 17 марта 1775 года (ст. 44). Сроки давности предусматривались ст. 158 Уложения о наказаниях уголовных и исправительных в редакции 1885 года. Их продолжительность зависела от тяжести совершённого преступления. По Уголовному уложению 1903 года давность рассматривалась как обстоятельство, устраняющее наказание или уголовное преследование. 
В советском законодательстве нормы о давности впервые появились в ст. 21 и 22 УК РСФСР 1922 года.

### Давность привлечения к уголовной ответственности
Лицо освобождается от уголовной ответственности, если со дня совершения преступления истекли следующие сроки:
- 2 года после совершения преступления небольшой тяжести
- 6 лет после совершения преступления средней тяжести
- 10 лет после совершения тяжкого преступления
- 15 лет после совершения особо тяжкого преступления

Высказывается мнение, что сроки давности, установленные за особо тяжкие преступления, в отличие от других категорий преступлений, не соответствуют максимальным срокам наказания за данные преступления.
Данный срок начинает течь с момента совершения преступления. В соответствии с ч. 2 ст. 9 УК РФ, временем совершения преступления признается время совершения общественно опасного действия (бездействия) независимо от времени наступления последствий. Особенности имеет начало течения срока давности в неоконченных и сложных преступлениях.
В соответствии с действующим Постановлением Пленума Верховного Суда СССР от 4 марта 1929 года «Об условиях применения давности и амнистии к длящимся и продолжаемым преступлениям», срок давности исчисляется в отношении длящихся преступлений со времени их прекращения по воле виновного или вопреки ей, а в отношении продолжаемых преступлений — с момента совершения последнего преступного действия из числа составляющих продолжаемое преступление.
Если преступление состоит из нескольких самостоятельных действий, срок давности начинает течь с момента совершения последнего из них.
В случае с приготовлением или покушением на преступление сроки давности начинают течь с момента совершения лицом последнего действия, создающего условия для совершения преступления, либо непосредственно направленного на совершение преступления. Если такие действия имеют длящийся характер, началом течения срока давности служит момент их прекращения или пресечения.
В срок давности не включается период, в течение которого лицо, совершившее преступление, уклонялось от следствия и суда. Как таковое закон рассматривает лишь умышленные действия, направленные на то, чтобы избежать уголовной ответственности (смена фамилии, пластические операции для изменения внешнего вида, смена места жительства и проживание без регистрации). Необходимо устанавливать наличие специальной цели совершения таких действий, поскольку их осуществление не в связи с намерением избежать уголовной ответственности, а в связи с иными обстоятельствами не прерывает течение срока давности. Возобновление течения срока давности в этом случае происходит при задержании лица или при его явке с повинной. 
В случае совершения лицом нового преступления сроки давности по каждому преступлению исчисляются самостоятельно, течение срока давности в этом случае не прерывается.
Оканчивается течение срока давности в момент вступления приговора суда в законную силу. В настоящее время этот вопрос урегулирован законодательно (ч. 2 ст. 78 УК РФ), однако в уголовно-правовой теории предлагались и другие конечные моменты срока: день привлечения лица в качестве обвиняемого, постановление приговора и так далее.
Сроки давности не применяются к лицам, планировавшим, подготавливавшим, развязывавшим и ведшим агрессивные войны, применявшим запрещённые средства и методы ведения войны, совершившим акт геноцида или экоцида. Кроме того, сроки давности привлечения к уголовной ответственности не применяются к лицам, совершившим преступления террористического характера (предусмотренные статьями 205, 205.1, 205.3, 205.4, 205.5, частями 3 и 4 статьи 206, частью 4 статьи 211 и статьей 361), а равно совершившим сопряженные с осуществлением террористической деятельности преступления, предусмотренные статьями 277, 278, 279 и 360 УК РФ.
Вопрос о возможности применения сроков давности к особо тяжким преступлениям против личности и общественной безопасности, наказываемым пожизненным лишением свободы или смертной казнью решается судом в каждом случае индивидуально. Суд учитывает особенности личности виновного, его поведения после совершённого преступления, а также особенности самого деяния. Основанием для принятия решения о применении сроков давности в данном случае служит реальная, а не предполагаемая утрата общественной опасности деяния или совершившего его лица. В то же время, если суд не сочтёт возможным применение срока давности, исключается возможность назначения наказаний в виде пожизненного лишения свободы или смертной казни.
Прекращение уголовного преследования ввиду истечения сроков давности возможно только с согласия обвиняемого. При отсутствии такого согласия разбирательство по делу продолжается, однако при вынесении обвинительного приговора осуждённый освобождается от наказания.

### Давность применения наказания
Не во всех случаях вступивший в законную силу обвинительный приговор суда немедленно обращается к реальному исполнению. В определённых случаях осуждённому на основании закона может быть предоставлена отсрочка отбывания наказания. Наказание может не исполняться реально вследствие болезни осуждённого или недостаточно тщательного исполнения сотрудниками органов уголовно-исполнительной системы своих обязанностей. Реальное применение наказания по прошествии длительного времени с момента вынесения приговора и вступления его в законную силу часто является нецелесообразным из-за изменения личности осуждённого или утраты преступлением социальной актуальности. Кроме того, такое применение наказания не достигает необходимого предупредительного эффекта из-за исчезновения в сознании осуждённого и других лиц связи между преступлением и наказанием.
Лицо освобождается от наказания, если приговор не был приведён в исполнение по истечении следующих сроков со дня его вступления в законную силу:
- 2 года после совершения преступления небольшой тяжести
- 6 лет после совершения преступления средней тяжести
- 10 лет после совершения тяжкого преступления
- 15 лет после совершения особо тяжкого преступления

Таким образом, данный срок давности начинает течь с момента вступления приговора в законную силу. Его течение заканчивается в момент начала реального исполнения наказания. В срок давности не включается период, в течение которого лицо, совершившее преступление, уклонялось от отбывания наказания. Уклонением могут быть признаны только умышленные действия, направленные на воспрепятствование реальному применению к осуждённому принудительных мер. Течение срока давности восстанавливается при задержании осуждённого или его явке. Действующее законодательство не предусматривает прерывания течения срока давности при совершении нового преступления.
Основанием приостановления течения срока давности обвинительного приговора является предоставление осуждённому отсрочки отбывания наказания (например, в связи с наличием у него малолетних детей или прохождением медико-реабилитационных мер, связанных с лечением от наркомании). В этом случае течение сроков давности возобновляется с момента окончания срока отсрочки отбывания наказания, либо с момента отмены отсрочки отбывания наказания. Исключением являются случаи, когда осуждённый по результатам наблюдения за ним в течение периода отсрочки освобождается от наказания полностью и частично.
Освобождение от наказания по данному основанию является безусловным, оно не зависит ни от воли самого осуждённого, ни от усмотрения суда.
Сроки давности не применяются к лицам, планировавшим, подготавливавшим, развязывавшим и ведшим агрессивные войны, применявшим запрещённые средства и методы ведения войны, совершившим акт геноцида или экоцида. Кроме того, сроки давности исполнения наказания не применяются к лицам, совершившим преступления террористического характера (предусмотренные статьями 205, 205.1, 205.3, 205.4, 205.5, частями 3 и 4 статьи 206, частью 4 статьи 211 и статьей 361), а равно совершившим сопряженные с осуществлением террористической деятельности преступления, предусмотренные статьями 277, 278, 279 и 360 УК РФ.
Вопрос о возможности применения сроков давности к особо тяжким преступлениям против личности и общественной безопасности, наказываемым пожизненным лишением свободы или смертной казнью решается судом в каждом случае индивидуально. Если суд не сочтёт возможным применение срока давности, возможность назначения данных видов наказаний исключается.